# Nova Tsarychanka
Nova Tsarychanka  (ucraniano: Нова Царичанка) es una localidad del Raión de Bilhorod-Dnistrovskyi en el Óblast de Odesa de Ucrania. Según el censo de 2001, tiene una población de 849 habitantes.